# Pristurus longipes
Pristurus longipes es una especie de gecos de la familia Sphaerodactylidae.

## Distribución geográfica
Es endémica del Yemen.